# مشعبه (البيضاء)
مشعبه هي إحدى قرى الجمهورية اليمنية. تتبع جغرافيا لمحافظة البيضاء و إداريًا لمديرية البيضاء. يبلغ تعداد سكانها 1895 نسمة حسب الإحصاء الذي أجري عام 2004.